# Suarius afghanus
Suarius afghanus är en insektsart som först beskrevs av Hölzel 1967.  Suarius afghanus ingår i släktet Suarius och familjen guldögonsländor. Inga underarter finns listade i Catalogue of Life.